# Ley de las cotangentes

Un triángulo, que muestra el "incírculo" y la división de los lados. Las bisectrices de los ángulos se encuentran en el incentro, que es el centro del incírculo

Por el razonamiento anterior, las seis partes se relacionan entre sí como se muestra

En trigonometría, la ley de las cotangentes es una relación entre las longitudes de los lados de un triángulo y las cotangentes de las mitades de sus tres ángulos.
Así como las tres cantidades cuya igualdad se expresa según la ley de los senos son iguales al diámetro del círculo circunscrito del triángulo (o a su recíproco, dependiendo de cómo se exprese la ley), así también la ley de las cotangentes relaciona el radio del círculo inscrito de un triángulo (el radio interno) a sus lados y ángulos.

## Declaración
Usando las notaciones habituales para un triángulo (véase la figura en la parte superior derecha), donde a, b, c son las longitudes de los tres lados, A, B, C son los vértices opuestos a esos tres lados respectivos, α, β, γ son los ángulos correspondientes en esos vértices, y s es el semiperímetro, es decir, s = a + b + c2, entonces
{\displaystyle {\frac {\cot \left({\tfrac {\alpha }{2}}\right)}{s-a}}={\frac {\cot \left({\tfrac {\beta }{2}}\right)}{s-b}}={\frac {\cot \left({\tfrac {\gamma }{2}}\right)}{s-c}}={\frac {1}{r}}\,}
y además, el inradio viene dado por
{\displaystyle r={\sqrt {\frac {(s-a)(s-b)(s-c)}{s}}}\,.}

## Demostración
En la figura superior, los puntos de tangencia del incírculo con los lados del triángulo dividen el perímetro en 6 segmentos, formando 3 pares (uno alrededor de cada vértice). En cada par, los segmentos tienen la misma longitud. Por ejemplo, los dos segmentos adyacentes al vértice A son iguales. Si se elige un segmento de cada par, su suma será el semiperímetro s. Un ejemplo de esto son los segmentos que se muestran en color en la figura. Los dos segmentos que componen la línea roja se suman a a por lo que el segmento de color azul debe ser de longitud s − a. Obviamente, los otros cinco segmentos también deben tener longitudes s − a, s − b o s − c, como se muestra en la figura inferior.
Al inspeccionar la figura, usando la definición de la función cotangente, se tiene que
{\displaystyle \cot \left({\frac {\alpha }{2}}\right)={\frac {s-a}{r}}\,}
y lo mismo para los otros dos ángulos, lo que demuestra la primera afirmación.
Para la segunda, la fórmula del inradio, se parte de la fórmula general de la suma de ángulos:
{\displaystyle \cot(u+v+w)={\frac {\cot u+\cot v+\cot w-\cot u\cot v\cot w}{1-\cot u\cot v-\cot v\cot w-\cot w\cot u}}.}
Aplicando cot(α2 + β2 + γ2) = cot π2 = 0, se obtiene:
{\displaystyle \cot \left({\frac {\alpha }{2}}\right)\cot \left({\frac {\beta }{2}}\right)\cot \left({\frac {\gamma }{2}}\right)=\cot \left({\frac {\alpha }{2}}\right)+\cot \left({\frac {\beta }{2}}\right)+\cot \left({\frac {\gamma }{2}}\right).}
(fórmula también denominada identidad triple de la cotangente)
Sustituyendo los valores obtenidos en la primera parte, se obtiene:
{\displaystyle {\frac {(s-a)}{r}}{\frac {(s-b)}{r}}{\frac {(s-c)}{r}}={\frac {s-a}{r}}+{\frac {s-b}{r}}+{\frac {s-c}{r}}={\frac {3s-2s}{r}}={\frac {s}{r}}.}
Multiplicando por r3s, resulta el valor de r2, lo que demuestra la segunda afirmación.

## Algunas demostraciones usando la ley de las cotangentes
Se pueden obtener otros resultados de la ley de las cotangentes.
- Fórmula de Herón. Téngase en cuenta que el área del triángulo ABC también se divide en 6 triángulos más pequeños, así mismo en 3 pares, y los triángulos de cada par tienen la misma área. Por ejemplo, los dos triángulos coincidentes en el vértice A, siendo triángulos rectángulos de base s − a y altura r, cada uno tiene un área de 12r(s − a). Entonces, estos dos triángulos juntos tienen un área de r(s − a), y el área S de todo el triángulo es por lo tanto

{\displaystyle {\begin{aligned}S&=r(s-a)+r(s-b)+r(s-c)=r{\bigl (}3s-(a+b+c){\bigr )}=r(3s-2s)=rs\\[8pt]\end{aligned}}}
Esto da el resultado
S = √s(s − a)(s − b)(s − c)
de acuerdo con la fórmula comentada.
- Primera fórmula de Mollweide. A partir de la fórmula de la suma y la ley de las cotangentes, se tiene que

{\displaystyle {\frac {\operatorname {sen} \left({\tfrac {\alpha }{2}}-{\tfrac {\beta }{2}}\right)}{\operatorname {sen} \left({\tfrac {\alpha }{2}}+{\tfrac {\beta }{2}}\right)}}={\frac {\cot \left({\tfrac {\beta }{2}}\right)-\cot \left({\tfrac {\alpha }{2}}\right)}{\cot \left({\tfrac {\beta }{2}}\right)+\cot \left({\tfrac {\alpha }{2}}\right)}}={\frac {a-b}{2s-a-b}}.}
Esto da el resultado
{\displaystyle {\dfrac {a-b}{c}}={\dfrac {\operatorname {sen} \left({\tfrac {\alpha }{2}}-{\tfrac {\beta }{2}}\right)}{\cos \left({\tfrac {\gamma }{2}}\right)}}}
de acuerdo con la fórmula comentada.
- Segunda fórmula de Mollweide. Según la fórmula de la suma y la ley de las cotangentes, se tiene que

{\displaystyle {\begin{aligned}&{\frac {\cos \left({\tfrac {\alpha }{2}}-{\tfrac {\beta }{2}}\right)}{\cos \left({\tfrac {\alpha }{2}}+{\tfrac {\beta }{2}}\right)}}={\frac {\cot \left({\tfrac {\alpha }{2}}\right)\cot \left({\tfrac {\beta }{2}}\right)+1}{\cot \left({\tfrac {\alpha }{2}}\right)\cot \left({\tfrac {\beta }{2}}\right)-1}}\\[6pt]={}&{\frac {\cot \left({\tfrac {\alpha }{2}}\right)+\cot \left({\tfrac {\beta }{2}}\right)+2\cot \left({\tfrac {\gamma }{2}}\right)}{\cot \left({\tfrac {\alpha }{2}}\right)+\cot \left({\tfrac {\beta }{2}}\right)}}={\frac {4s-a-b-2c}{2s-a-b}}.\end{aligned}}}
Aquí, se requiere un paso adicional para transformar un producto en una suma, de acuerdo con la fórmula suma/producto.
Esto da el resultado
{\displaystyle {\dfrac {b+a}{c}}={\dfrac {\cos \left({\tfrac {\alpha }{2}}-{\tfrac {\beta }{2}}\right)}{\operatorname {sen} \left({\tfrac {\gamma }{2}}\right)}}}
también de acuerdo con la fórmula comentada.
- La ley de las tangentes también se puede deducir a partir de la de las cotangentes (Silvester, 2001, p. 99).